# Сант-Іво-алла-Сапієнца
Сант-Іво-алла-Сапієнца (італ. Sant'Ivo alla Sapienza) — церква в Римі неподалік площі Навона. Визнана як одна з перлин архітектури в стилі бароко в Римі. Присвячена святому Іву — охоронцю юристів.

## Історія
Перша церква постала каплицею в 1303 році як заснована папська школа «Studium urbis», пізніший папський університет ла Сап'єнца.
Сама церква збудована між 1642–1665 роками архітектором Франческо Борроміні і припасована в комплекс палацу дела-Сап'єнца (італ. Palazzo della Sapienza). Церква невелика, форма проєкції є результатом накладення один на одного двох трикутників, внаслідок чого утворився шестикутник у середині. Різко зігнутий, увігнутий в арку фасад, високий барабан купола з великим вікном, ліхтар над куполом з багатим різьбленням оздобленням. План церкви — шестикутна зіркоподібна форма із заокругленими кутами. В інтер'єрі вражає відсутність прямих кутів, нудьги й одноманітності. Церква має позолочений інтер'єр. Динамічні, компактні, засновані на протилежностях форм арки. Домінантою виступає барабан купола.

## Галерея

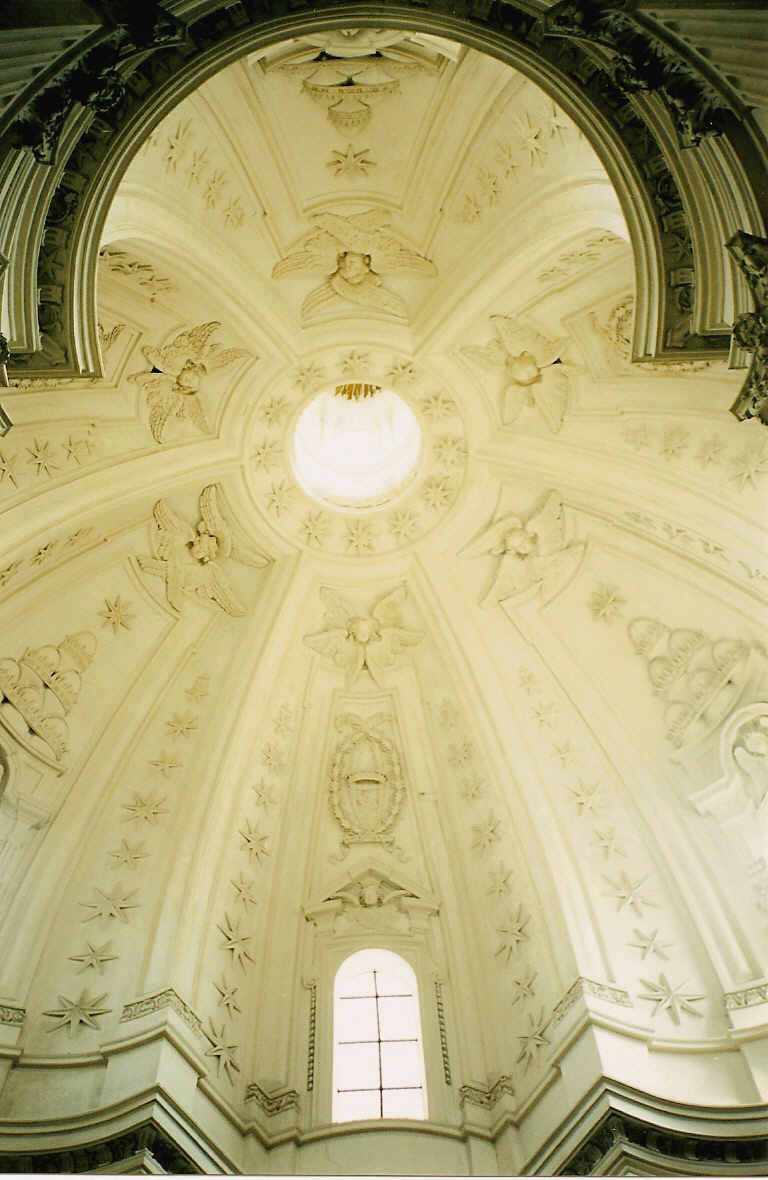
Склепіння
Геометрична проєкція
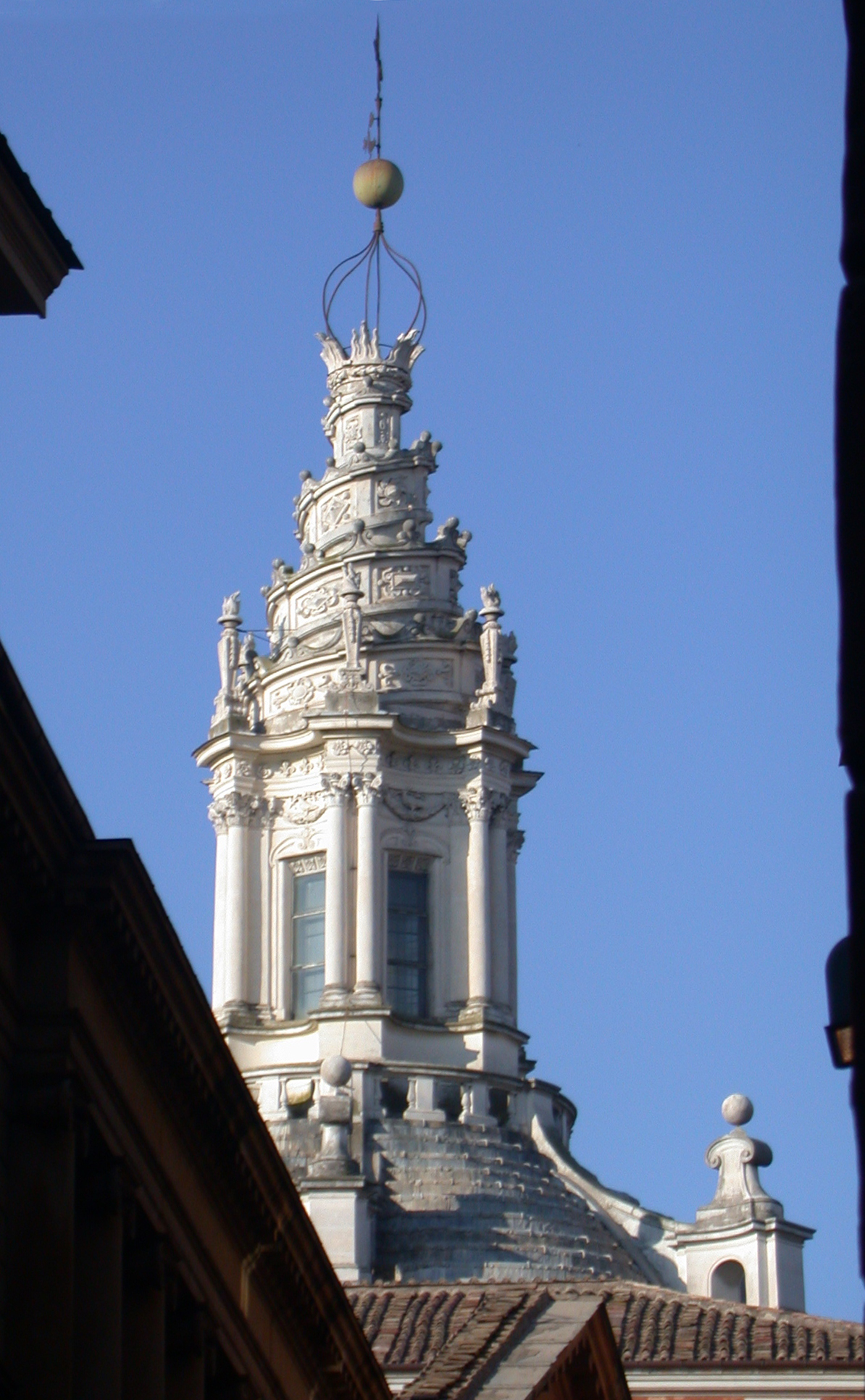
Ліхтар із спіральним куполом
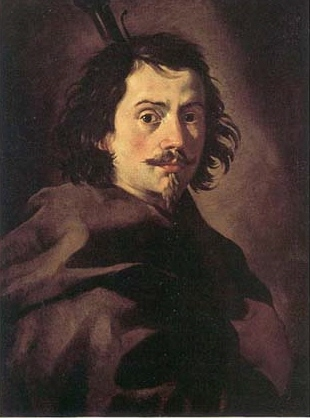
Франческо Борроміні в образі паломника. Адже немає перед Господом панів, а є лише паломники
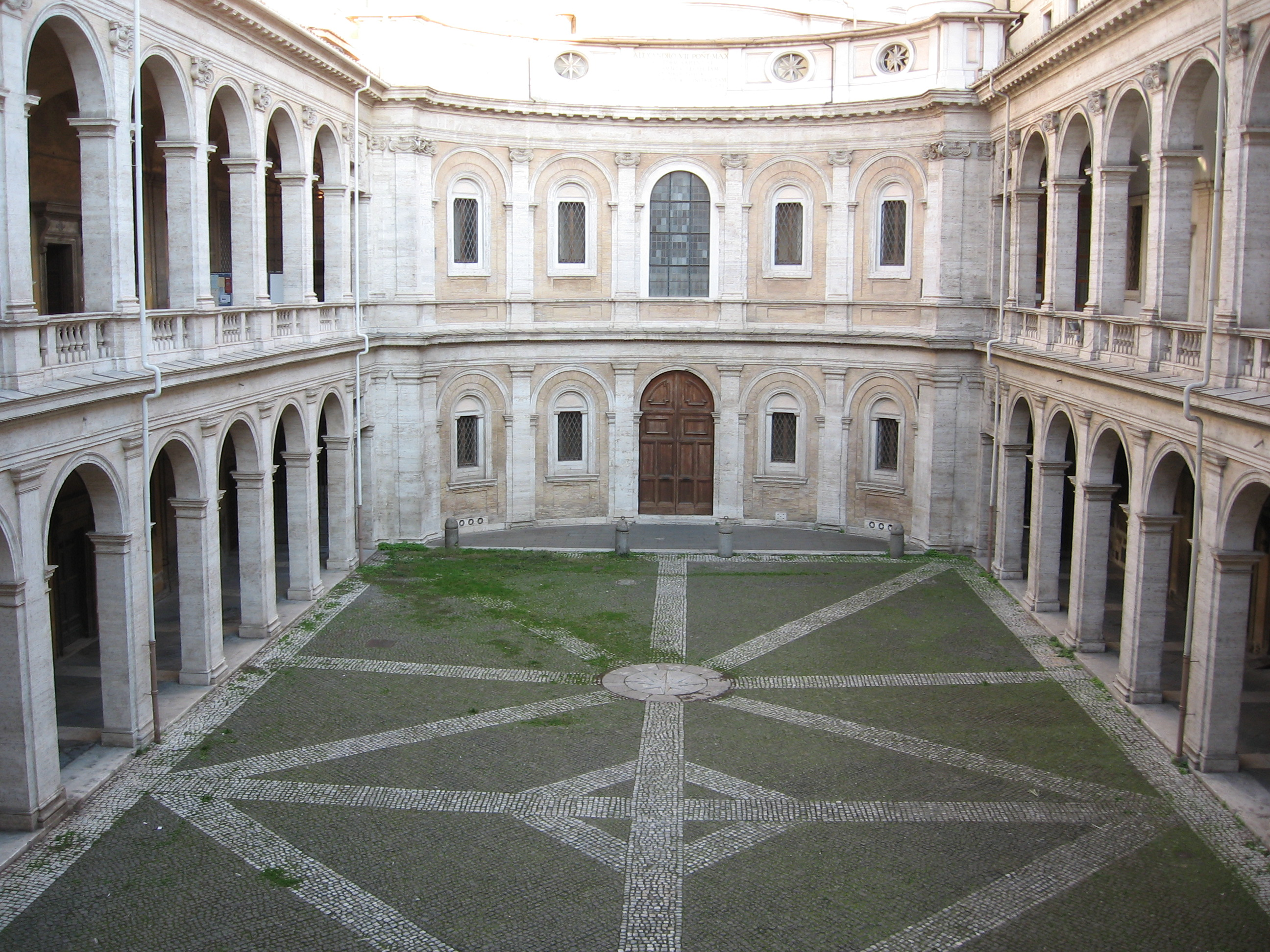
Внутрішній двір
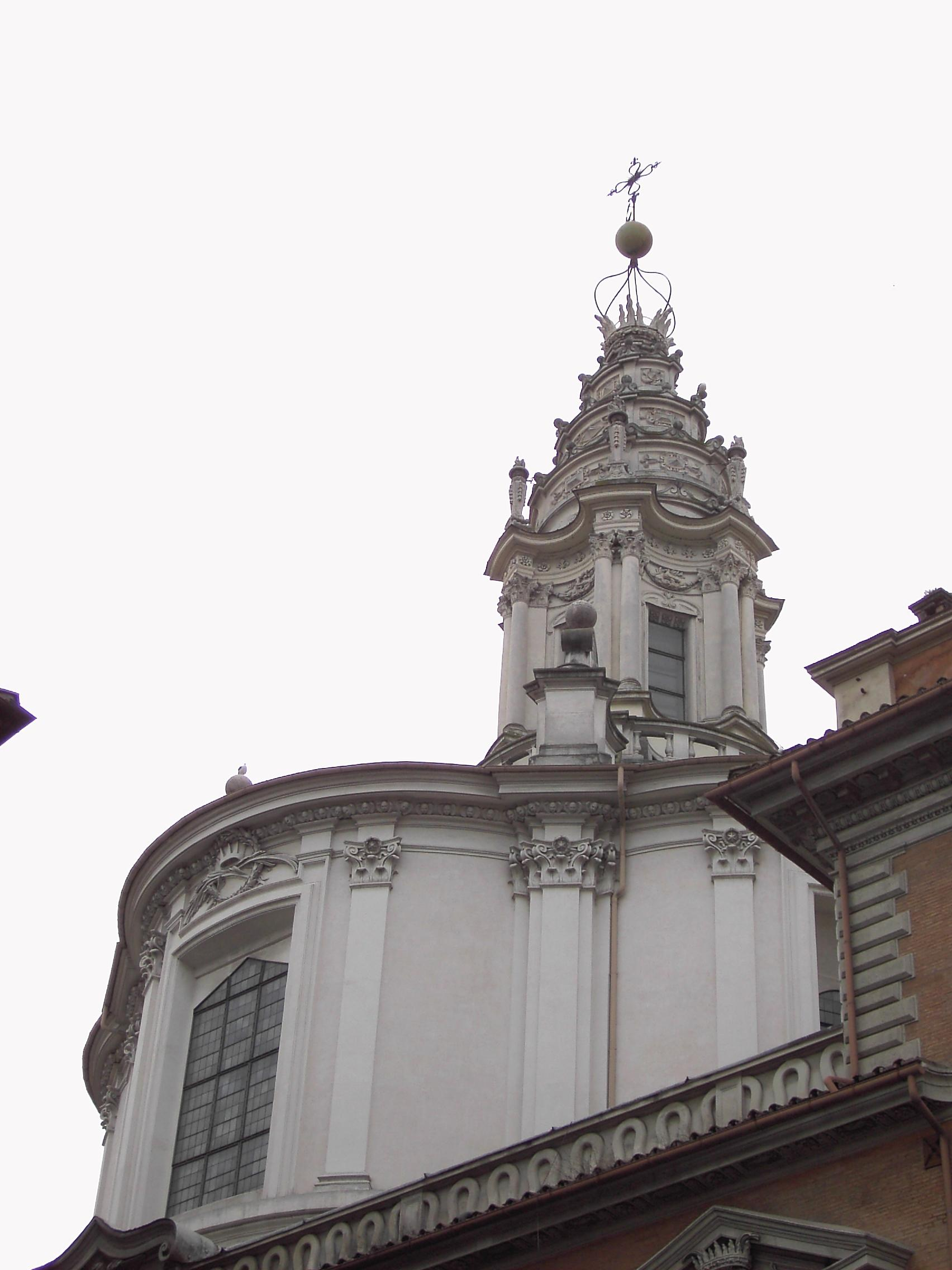